# Nordfyns Gymnasium
 Der er for få eller ingen kildehenvisninger i denne artikel, hvilket er et problem. Du kan hjælpe ved at angive troværdige kilder til de påstande, som fremføres i artiklen.

Nordfyns Gymnasium (tidl. Søndersø Gymnasium) er et Gymnasium i Søndersø i Nordfyns Kommune på Fyn. Undervisningen blev påbegyndt i august 1979 på Søndersø Skolen, og de nuværende bygninger stod færdige i 1981. Der tilbydes en almen studentereksamen (stx-uddannelse) på gymnasiet.
Gymnasiet har fået tildelt en kapacitet på 18 klasser, og der er 52 ansatte (2025). Gymnasiets ca. 450 elever er fordelt på flere forskellige studieretninger indenfor områderne naturvidenskab, sprog, kunst og samfundsvidenskab.
Herudover lægger gymnasiet også lokaler til HF & VUC Fyn Søndersø, Ungdomsskolen samt Nordfyns 10. klassecenter under SDE.

## Gymnasiets rektorer
1979-2011: Jørn Aarup-Kristensen
2011-2025:  Kurt René Eriksen
2025-nu: Malene Grandjean

## Venskabsgymnasier
- Nishisenboku Senior High School, Akita i det nordlige Japan
- Lütjenburg Gymnasium, Tyskland
- Ellowes Hall Sports College, England.

## Traditioner på Nordfyns Gymnasium
- Ryste-sammen-aktivitet for alle 1.g’ere
- Fest for 1.gere samt introelever
- Idrætsdag med udklædning og lette fysiske aktiviteter, der styrker elevernes sammenhold på tværs af klasser og årgange
- Kulturaften og forårskoncert, en festlig aften hvor eleverne viser, hvad de arbejder med i de kreative og kunstneriske fag: musik, mediefag, design og billedkunst
- Gallafest: 3.g'erne danser lanciers til årets største begivehed
- Dimission, overrækkelse af eksamensbeviser og tale ved rektor.

## Ekstern henvisning
- Gymnasiets hjemmeside
- Nordfyns Gymnasiums Instagram
- Nordfyns Gymnasiums Facebook